# 天平路40号
天平路40号又稱张叔驯故居，是位於中國上海市徐匯區的一處建築，2005年成為上海市第四批优秀历史建筑。

## 歷史
該建築建于1934年，起初是砖混结构的西班牙风格的花园住宅，高3層，建筑面积为1200平方米，宅前有花园，一開始該建築是张叔驯的住宅。张叔驯一家搬離上海後，這裡又成為上海市文物管理委员会的辦公場所。1961年10月19日，上海市文物管理委员会搬出张叔驯故居，當地改由上海文艺医院使用。